# Oneida (Pennsylvanie)
Oneida est une census-designated place située dans le comté de Schuylkill, dans l’État de Pennsylvanie, aux États-Unis. Lors du recensement de 2020, elle compte 263 habitants.